# La ley del pudor
La ley del pudor es la transcripción de una conversación del año 1978, en la radio en París, entre el filósofo y psiquiatra Michel Foucault, el escritor/actor/abogado Jean Danet y el novelista/activista a favor de los homosexuales Guy Hocquenghem, quienes estaban discutiendo la abolición de las leyes de la edad de consentimiento en Francia.
La cuestión comenzó a debatirse mientras estaba en marcha una reforma del Código Penal Francés en el Parlamento. En 1977, muchos intelectuales franceses ―incluyendo a Foucault, Danet y Hocquenghem― han firmado una petición dirigida al Parlamento, en la que defendían la despenalización de toda relación consensuada entre adultos y menores de quince años (la edad de consentimiento en Francia).
El debate fue emitido el 4 de abril de 1978 por la radio France Culture en su programa Dialogues. Fue originalmente publicado en Francia como La loi de la pudeur y en inglés como Sexual Morality and the Law, luego reeditado como The Danger of Child Sexuality.

## Principales ideas del texto

### La fabricación de un crimen
Hocquenghem, sostiene que “toda una mixtura de nociones” que abarca desde las prohibiciones religiosas que conciernen la sodomía hasta la separación entre el mundo del niño y el mundo del adulto, es responsable de la fabricación de la idea de un crimen contra la decencia.
Observó que esto fue posible a razón de la creación de la categoría de personas consideradas como “perversas”, “monstruos legales” cuya meta en la vida era practicar el sexo con los niños. Ellos llegaban a ser pervertidos intolerables, ya que el crimen como tal era reconocido y afirmado por un arsenal psicológico y sociológico.
Hocquenghem consideraba la construcción de este nuevo tipo de criminal ―un individuo tan suficientemente pervertido como para “hacer una cosa que hasta ahora siempre se ha hecho sin que a alguien se le ocurra meter su nariz en eso”― como “un paso extremadamente grave desde el punto de vista político”:

En el caso de un "attentat sans violence" [atentado sin violencia], la ofensa en la cual la policía no ha sido capaz de encontrar nada, nada de nada, en este caso, el criminal es simplemente un criminal porque él es un criminal, porque tiene sus preferencias. Esto se solía llamar un crimen de opinión. (…) El crimen desaparece, nadie más se interesa por eso si realmente fue cometido o no, si alguien ha sido herido o no. Ya a nadie le interesa si en realidad hubo una víctima.

Hocquenghem concluye que el crimen se nutre a sí mismo por una cacería de hombres, a través de la identificación y aislamiento de la categoría de individuos considerados pedófilos, y el llamado a linchamiento emitido por la prensa sensacionalista.
Jean Danet añade que este crimen sin violencia puede ser usado por el estado por razones políticas, contra personas “inconvenientes”: “La incitación de un menor para cometer un acto inmoral puede ser usado por ejemplo contra trabajadores sociales y maestros. (…) En 1976 en Nantes, un maestro ha sido juzgado por incitar a menores a actos inmorales, cuando en realidad lo que hizo, ha sido suministrar anticonceptivos a los muchachos y muchachas que estaban a su cargo”.

### Una sociedad de peligros
Foucault ve la irrupción de un nuevo sistema penal, con el interés que pasa de actos criminales a la definición de individuos peligrosos. El predijo, que vendría una sociedad de peligros:

Vamos a tener una sociedad de peligros, con aquellos que están en peligro en una parte, y los que son peligrosos en la otra. (…) La sexualidad va a ser una amenaza en todas las relaciones sociales, en todas las relaciones entre miembros de diferentes grupos de edad, en todas las relaciones entre personas. Y la sexualidad ya no va a ser el tipo de comportamiento cercado con prohibiciones precisas, sino una especia de peligro errante, una clase de fantasma omnipresente, un fantasma que va jugado entre hombres y mujeres, niños y adultos, y posiblemente entre los mismos adultos,

El identificó el temor a la sexualidad del otro como la razón de este cambio:

El legislador no va a justificar las medidas que va a proponer diciendo: hay que defender la decencia universal de la humanidad. Lo que dirá, será: hay personas para las cuales la sexualidad de los demás puede llegar a ser un peligro permanente.

Foucault vislumbró un nuevo régimen para la supervisión de la sexualidad, con la intervención de instituciones legales y el apoyo de instituciones médicas. El concluyó: “Diría que el peligro está latente”.

### El establecimiento de un nuevo poder médico
Foucault enfatizó que con el enfoque dirigido hacia el individuo, la legislación apela ahora al conocimiento médico, dándole a psiquiatras la oportunidad de una doble intervención: primero, para decir que los niños realmente tienen sexualidad y segundo, para establecer que la sexualidad del niño es un territorio con su propia geografía, en la que los adultos no pueden entrar.
Jean Danet añadió que algunos psiquiatras consideran que las relaciones sexuales entre niños y adultos “son siempre traumatizantes”, que el niño “está marcado para siempre”, va a ser emocionalmente perturbado y si el niño no los recuerda, es porque ellos quedan en su inconsciente.
Pondera que la intervención de psiquiatras en el juzgado es una manipulación de la conciencia de menores y de sus palabras. Foucault puntualiza la posición de los especialistas:

Podría ser que el niño, con su propia sexualidad, puede haber deseado a este adulto, puede hasta haber consentido, puede hasta haber hecho el primer movimiento. Podríamos convenir que el niño pudo haber seducido al adulto. Pero nosotros, los especialistas, con nuestro conocimiento psicológico, sabemos perfectamente bien que hasta un niño que seduce corre el riesgo de ser dañado y traumatizado. (…) Consecuentemente, al niño hay que ‘protegerlo de sus propios deseos’, hasta cuando sus deseos lo inclinan hacia el adulto

Concluye que es dentro de este nuevo marco legislativo – “diseñado básicamente para proteger ciertas secciones vulnerables de la población con el establecimiento de un nuevo poder médico” ―que va a basarse el concepto de la sexualidad y de las relaciones entre la sexualidad del niño y del adulto, y él lo considera “extremadamente cuestionable”.

### Acusar al que habla
Hocquenghem observó que esta petición francesa de 1977 ha sido firmada por muchas personas “a las cuales ni se sospecha de ser particularmente pedófilas, ni de entretener puntos de vista políticos extravagantes”.
Jean Danet señaló que abogados que defienden a alguien inculpado de haber cometido un acto indecente con un menor tienen serios problemas. Muchos, dijo él, evitan hacerlo y prefieren que la corte los designe para eso. Él dijo que “cualquier persona que defiende a un pedófilo puede ser sospechada de tener alguna simpatía por este motivo. Hasta los mismo jueces piensan para sus adentros: si él los defiende, es porque no está realmente en contra de eso”.
Argumentó que “porque alguien está involucrado en alguna lucha en contra de una autoridad, (…) esto no significa que uno está del lado de aquellos que se someten a eso”. 
Se nombra dos ejemplos provenientes del siglo XIX y de comienzos del siglo XX: en Francia, una carta abierta firmada por psicólogos, sexólogos y psiquiatras, en la que se pidió la despenalización de actos inmorales con menores de edad entre 15 y 18 años y en Alemania, donde todo un movimiento (de homosexuales y miembros de la comunidad médica) protestó en contra de una ley que penalizaba actos homosexuales.

### Niños que consienten
Mientras hoy, la misma posibilidad de un consentimiento antes de la pubertad es polémica – muchas veces levantando respuestas emocionales y dejando a los intelectuales en una posición defensiva, en 1977-1978 Foucault, Hocquenghem y Danet admitían abiertamente y con naturalidad la idea de una pedofilia no abusiva.
Tanto Foucault como Hocquenghem convinieron que el consentimiento es una noción contractual. ‘Esta noción de consentimiento es una trampa. Nadie firma un contrato antes de hacer el amor’, dijo Hocquenghem. 
Por otro lado, Danet reconoció que puede ser que a veces el consentimiento no esté presente. “Por supuesto, no decimos que el consentimiento siempre está ahí”. 
El indicó que tenían mucho cuidado en el texto de la petición de separar una violación de un acto sin violencia:
“Nos preocupamos mucho de hablar exclusivamente de un acto indecente que no implica violencia e incitación de un menor para cometer un acto indecente. Tuvimos extremo cuidado de no tocar de ninguna manera el problema de la violación, el cual es totalmente diferente”. Advirtió que el problema de la violación (violenta) despierta reacciones en el nivel de la opinión pública, provocando efectos secundarios de cacería de hombres, linchamiento y movilización moral.

### La credibilidad de niños en el juzgado
En cuanto a la credibilidad de los niños en los tribunales, Foucault empieza señalando que oficialmente se supone que los niños tienen una sexualidad que nunca está dirigida hacia un adulto, y se supone que ellos no son capaces de hablar sobre ellos mismos en un modo suficientemente lúcido.
En segundo lugar, él argumenta que el discurso del niño es confiable para establecer lo que ha pasado, si hay suficiente simpatía. Él dijo:

Al fin y al cabo, el escuchar al niño, el oírlo hablar, el oírlo explicar como han sido sus relaciones con alguien, un adulto o no, siempre y cuando se escuche con la suficiente simpatía, tiene que facilitarle a uno poder más o menos establecer que grado de violencia - si es que existió - se usó y que grado de consentimiento fue dado.

Él se opuso vehementemente en contra de cualquier duda sobre la habilidad del niño de hablar sobre los hechos: “Asumir que un niño es incapaz de explicar lo que pasó y que fue incapaz de dar su consentimiento, son dos abusos intolerables, francamente inaceptables. (…) Se puede confiar en el niño cuando dice que ha sido sujeto, o no, a la violencia”.
Hocquenghem advirtió que la ceremonia del juicio limita al niño: “La afirmación pública del consentimiento a tales actos es, como todos sabemos, extremadamente difícil. Todos – los jueces, los médicos, el demandado – saben que el niño consentía – pero nadie dice nada porque, aparte de todo lo demás, falta el modo como presentarlo”.
El hizo hincapié en el hecho de que es imposible expresar una relación completa entre un adulto y un niño, una relación que supone cualquier tipo de contacto afectivo y va a través de todos los niveles (los cuales no todos son exclusivamente sexuales), solamente en términos de consentimiento, y que querer expresarlo en términos de consentimiento legal es un absurdo:

En cualquier caso, si uno escucha lo que dice un niño y si él dice ‘No me importa’, eso no tiene el mismo valor legal que ‘Estoy de acuerdo’.